# Бен Табусаси, Ваэта
Сэр Ваэта Бен Табусаси (англ. Waeta Ben Tabusasi; род. 5 августа 1946, Конобое, Гуадалканал, Соломоновы острова) — политик Соломоновых Островов. Он занимал пост спикера Национального парламента Соломоновых Островов с 1989 по 1993 год.

## Биография
Табусаси родился 5 августа 1946 года и вырос в деревне Конобое на острове Гуадалканал. Он получил начальное образование в Хуа на Гуадалканале в 1959-1961 гг., затем посещал старшую начальную школу Суу на Малаите с 1961 по 1963 год, а затем школу короля Георга VI в Ауки с 1964 по 1967 год. После этого он присоединился к Департаменту лесного хозяйства Соломоновых островов в качестве лесника, а с 1968 по 1970 год учился в Колледже лесного хозяйства Булоло в Папуа — Новой Гвинее. Он вернулся к работе лесником в 1971 году, а затем с 1971 по 1972 год работал в компании Coral Seas, где был судовым клерком.
В 1973 году Табусаси занялся политикой, баллотировавшись на выборах в Управляющий совет Соломоновых Островов, и был избран его представителем от округа Восточный Гуадалканал. В Управляющем совете он работал в Комитете по социальным услугам, Комитете по локализации и Специальном комитете по землям и горнодобывающей промышленности. Он был назначен министром сельского хозяйства и земель в 1973 году и перешёл из упразднённого Управляющего совета в заменившее его Законодательное собрание. Хотя изначально он был членом оппозиционной партии, позже он ушёл, чтобы стать беспартийным политиком. В марте 1989 года он был избран спикером Национального парламента Соломоновых Островов. После окончания его срока в июле 1993 года, на его место избрался Пол Товуа.
Позже Табусаси занимал пост премьер-министра Гуадалканала с 2002 года до своей отставки в 2004 году. После окончания политической карьеры на пятилетний срок он был назначен в качестве комиссара Независимой комиссии Соломоновых Островов по борьбе с коррупцией. Срок истёк в январе 2025 года. Он был назначен Рыцарем-командором Ордена Британской империи за политическую и государственную службу, а также развитие общества, в рамках награждения в честь официального дня рождения короля в 2024.